# Aeschynomene histrix
Aeschynomene histrix är en ärtväxtart som beskrevs av Jean Louis Marie Poiret. Aeschynomene histrix ingår i släktet Aeschynomene och familjen ärtväxter.

## Underarter
Arten delas in i följande underarter:
- A. h. apana
- A. h. densiflora
- A. h. histrix
- A. h. incana
- A. h. multijuga